# Nörvenich
Nörvenich är en kommun och ort i Kreis Düren i Regierungsbezirk Köln i förbundslandet Nordrhein-Westfalen i Tyskland.